# Ramiro I. Aragonski
Don Ramiro I. (aragonski: Remiro I d'Aragón) (prije 1007. – 8. svibnja 1063.) bio je navarski plemić koji je postao prvi kralj Aragonije, a vladao je od 1035. godine, pa do svoje smrti.
Njegov je otac bio kralj Sančo III. Navarski (umro 1035.), vladar Pamplone (kao kralj) i Aragonije (kao grof). Ramirova baka po ocu bila je kraljica Jimena Fernández.
Ramira je rodila Sančova konkubina Sanča de Aibar.
Navodno je Ramira posvojila njegova maćeha, kraljica Mayor Kastiljska.
Tijekom vladavine svoga oca, Ramiro je od njega dobio brojne posjede u Aragoniji.
Ramirov je polubrat García Sánchez III. bio kralj Navare; drugi polubrat mu je bio Ferdinand I. (šp.: Fernando), muž kraljice Sanče Leonske.

## Djeca
Prije no što se oženio, kralj Ramiro je dobio sina od svoje konkubine, čije je ime bilo Amuña. Ime sina bilo je Sančo Ramírez te je on bio grof.
Don Ramiro je prvo oženio Ermesindu od Bigorre, 22. kolovoza 1036. Njezino rodno ime bilo je Gisberga, ali je promijenila ime nakon udaje. 
Ramiru je njegova prva supruga rodila nasljednika Sanča Ramíreza; potom, Garcíju Ramíreza, koji je bio biskup; Sanču (šp.: Sancha), Uraku (šp.: Urraca) i Tereziju (šp.: Teresa).
Druga supruga Don Ramira bila je Ines.